# Гордана Казимировић Јанков
Гордана Казимировић Јанков (Бачка Топола, 1963) српски је ликовни уметник. Она ликовну сцену Србије ступила 1988. године, након дипломирања на Академији уметности Универзитета у Новом Саду.
Члан је СУЛУВ-а од 1991. и УЛУС-а од 1998. Бави се уметничком праксом и педагошким радом. Самостално је излагала 26 пута а више од 50 пута на колективни изложбама у земљи и иностранству.

## Живот и каријера
Рођена је  1963. године ун поородици Казимировић од оца Лазара и мајке Славице. По завршетку осмогодишњег школовања похађала је средњу уметничку школу " Богдан Шупут" у Новом Саду. Године 1988. стекла је звање академског сликара на Академији уметности у Новом Саду, на одсеку за сликарство, у класи професора Владимира Томића.
Учесник је 19 ликовних колонија у земљи. Члан је СУЛУВ-а од 1991. године, УЛУС-а од 1988. године и УЛСШ-а од 2009. године. Бави се уметничком праксом и педагошким радом. Живи и ствара у Новом Саду.

## Уметнички рад
Слике које представља гладалишту, Гордана Казимировић Јанков не ствара изнова већ само на њима уобличава тајновитост трена имагинације, више као нешто већ доживљено, које се не доказује, него препознаје (по конвенцијама сликарства). Гордана своје слике нуди пре свега посебно "припремљеном посматрачу" настојећи да на одређен, јасно одмерен начин, привуче његову пажњу и машту и покуша да га емотивно узнемири. Зато њене слике заувек остају:
| „ | ...само њен „приватни посед“ смисла и само њој доступних значења која не морају бити идентична са карактером "препознавања" (као нарочитог идентификовања) значењске посебности перцептивних поља у изнуђеном погледу других. | ” |

Рађене у претежно светлим нијансама боја испуњене симболима или знацима, њене слике су као „ребуси“ или „игре-скривалице“ у којима неми дијалог времена и простора, захтева да у њиховом одгонетању учествују сви, али не подједнако. При томе сви актери морају доћи до приближно подударног решења, или да „посматрачи“ њених слика условно препознају могућу збиљу и сцене догађања.
Горданина дела су провокативна, интригантна, у њима се само наслућује реално али оно увек остаје у варљивим пољима „емотивно препознатог“.
| „ | Наговештене призоре нечег, сликар намерно поставља у простор који није одређен, у време које је независно од темпоралних тачака почетка и краја. Изван је конвенције пролазности, лишено традиције општости прошлог, садашњег и будућег времена (као дефинисаних стања). Налази се у трансценденције "свевремена", у простору изван димензија, у „свепростору“. Реалне тачке препознавања понуђене „сцене призора“ или призора у имагинарној сцени немогућег, не постоје, скривене су у појмовној структури осећања доживљаја. | ” |

У стварању својих дела уметница користи карактеристике и структуру платна и различитих врста папира (ручно рађеног, блок-папира, делимично импрегниране папирне марамице), углавном мањих формата, на које наноси боје стварајући - „неравноправни однос два подручја примарност боје и другоразредност папира или платна.“ Користећи, у самом процесу стварања својих дела „наглашену храпаву фактуру“, Гордана њом успешно, на готово свим својим сликама, постиже снажне, узбудљиве ефекте, динамичног микросвета који се у целини гледано налази у непрекидном процесу промена које зраче пригушеном енергијом из скривених делова уметникове подсвести. А тај непрекидни процес промена је...„сећање на сутра“, које се остварује у независном данас, „у одложеном тренутку догађаја који се пртижељкује и унапред памти“.

## Награде и признања
- 1987. Награда за најбољи цртеж на изложби завршне године студената Академије уметности у Новом Саду. Велика галерија Културног центра.

## Ликовне колоније
| Година | У земљи | Година | У иностранству                                                                      |
| ------ | --- | ------ | ----------------------------------------------------------------------------------- |
|        | | 1987.  | Почитељ, Босна и Херцеговина, Ликовна колонија „Почитељ 87“                         |
| 2001.  | - Нови Сад, Школа "Милан Петровић", Ликовна колонија „На каналу између два моста“ - Зрењанин, Ликовна колонија „Пескара 2001“               |        |                                                                                     |
| 2002.  | - Бешка, Ликовна колонија „Даница Јовановић“ - Палић, Ликовна колонија „Лудош 2002“ - Вршац, Ликовна колонија „Паја Јовановић“              |        |                                                                                     |
| 2006.  | - Зрењанин, Ликовна колонија „Слика 2006“                                                                                                   | 2006.  | - Охрид, Македонија, Ликовна колонија „Охрид 2006“                                  |
| 2008.  | - Зрењанин, XVIII Ликовна колонија „Цртеж“ - Нови Сад, Ликовна колонија Гимназије „Јован Јовановић Змај“                                    |        |                                                                                     |
| 2009.  | - Кулпин, Ликовна колонија „Плавна 2009“ - Београд, Ликовна колонија „Палета 2009“ - Андревље, Ликовна колонија Гимназије „Исидора Секулић“ |        |                                                                                     |
| 2010.  | - Београд, Ликовна колонија „Палета 2010“ - Шабац, Ликовна колонија УЛСШ-а                                                                  |        |                                                                                     |
| 2011.  | - Велика Плана, Ликовна колонија „Покајница 2011“                                                                                           |        |                                                                                     |
| 2012.  | - Зајечар, Ликовна колонија „Гамзиград 2012“ - Књажевац, Ликовна колонија „Под кровом Србије“                                               |        |                                                                                     |
| 2013.  | - Сићево, Ликовна колонија „Сићево 2013“ |        |                                                                                     |
|        | | 2014.  | - Игало-Херцег Нови, Црна Гора, Међународма ликовна колонија „Херцег Нови Сад 2014“ |

## Самосталне изложбе[2]
| Година | У земљи | Година | У иностранству               |
| ------ | --- | ------ | ---------------------------- |
| 2014.  | - Шабац, Удружење ликовних стваралаца Шапца, „Дигитална графика“. |        |                              |
| 2013.  | - Нови Сад, КЦНС Мали ликовни салон - Ниш, ГСЛУ Ниш, Салон 77, Изложба слика „Врт добре наде“ |        |                              |
| 2011.  | - Нови Бечеј, Галерија културног центра |        |                              |
| 2010.  | - Крушевац, Галерија Народног Музеја - Ириг, Просторије Српске читаонице у Иригу, Пударски дани, „Изложба слика“ - Нови Сад Музеј Војводине, Изложба слика „Одазив на поруку прошлости“ - Шабац, Библиотека Шабачка, Изложба слика „Одазив на поруку прошлости“, у оквиру прославе 163 године Библиотеке Шабачке |        |                              |
| 2009.  | - Сомбор, Галерија културног центра „Лаза Костић“ - Нови Сад, Кафе галерија „Passage“ |        |                              |
| 2008.  | - Панчево, Галерија „Madam“ |        |                              |
| 2007.  | - Нови Сад, Галерија САНУ, „Сећање простора“ |        |                              |
| 2006.  | - Нови Сад, Француски културни центар, „Омаж Матису“ - Нови Сад, Ликовни салон културног центра, Сцена „Mezzo“ - Београд, Галерија СУЛУЈ |        |                              |
| 2005.  | - Нови Сад, Кафе галерија „Passage“ |        |                              |
| 2003.  | - Нови Сад, Галерија СУЛУВ, Акварели, „Предео предела“ - Нови Сад, „Стари простор“ |        |                              |
| 1999.  | - Београд, Галерија 73 - Нови Сад, Мали ликовни салон |        |                              |
| 1996.  | - Нови Сад, Галерија СУЛУВ, - Суботица, Салон ликовних сусрета |        |                              |
| 1995.  | - Нови Сад, Ликовни салон Трибине младих - Бечеј, Галерија Центра за културу |        |                              |
|        | | 1991.  | - Херцег Нови, хотел „Плажа“ |
| 1990.  | - Рума, Културни центар, Завичајни музеј |        |                              |
| 1988.  | - Нови Сад, Ликовни салон ЈНА |        |                              |

## Колективне изложбе[2]
| Година | У земљи | Година | У иностранству |
| ------ | --- | ------ | --- |
|        | | 2014.  | - Игало-Херцег Нови, хотел „Војводина“, Конгресна сала. Изложба слика учесника Међународне ликовне колоније „Херцег Нови Сад 2014.“ |
| 2013.  | - Шабац, Галерија Културног центра, Пролећна изложба УЛСШ-а - Зајечар, Центер за културу града Зајечара, Ликовна колонија „Гамзиград 2012“ - Ниш, ГСЛУ, Ликовна колонија „Сићево 2013“ - Шабац, Годишња пролећна изложба УЛСШ, |        | |
| 2012.  | - Шабац, Галерија Народног музеја, Годишња изложба УЛСШ-а - Владилирци, Библиотека „Диша Атић“ , Изложба чланова УЛСШ-а - Шабац, Галерија Културног центра, Пролећна изложба УЛСШ-а - Велика Плана, Галерија културног центра, Ликовна колонија „Покајница 2011“ - Шабац, Галерија Народног музеја, 56 октобарски салон - Велика Плана, Галерија културног центра „Масука“, Јесењи ликовни салон - Лозница, Музеј Јадра, „Сусрет '12“ - Ниш, Павиљон у Тврђави, I међународни бијенале мале графике - Ниш, Галерија "Србија", Изложба „Идентитети - Нишки цртеж 2012“ - Шабац, Галерија Народног музеја, Годишња изложба УЛСШ-а |        | |
| 2011.  | - Шабац, Галерија Народног музеја, Годишња изложба УЛСШ-а - Нови Сад, Галерија Културног центра, Из колекције КЦНС „Сугестија линијом“ - Шабац, Галерија Културног центра, Пролећна изложба УЛСШ-а - Београд, Дом ученика средње железничке школе, Ликовна колонија „Палета 2010“ - Нови Сад, Галерија Културног центра, Изложба УЛСШ - Ниш, Галерија "Србија", Реминисценције – Нишки цртеж 2011 | 2011.  | - Запрешић, Хрватска, 14. Међународна изложба минијатура. - Мађарска, Vonyarcvashedy, ULSŠ exhibition                               |
| 2010.  | - Шабац, Галерија Народног музеја, Годишња изложба УЛСШ-а - Нови Сад, Галерија САНУ, Изложба "20 година Галерије" - Шабац, Галерија Културног центра, Пролећна изложба УЛСШ-а - Шабац, Галерија Културног центра, XVII изложба цртежа - Београд, Дом ученика средње железничке школе, Ликовна колонија „Палета 2009“ - Шабац, Галерија Културног центра, XIX изложба малог формата | 2010.  | - Тетово, Македонија, Музеј у Тетову, Међународни бијенале малих формата                                                            |
| 2009.  | - Нови Сад, Ноћ музеја, Галерија гимназије „Исидора Секулић“ - Зрењанин, Дом ученика средњих школа „Ангелина Којић – Гина“, Изложба XVIII сазива Ликовне колоније „Цртеж“ |        | |
| 2008.  | - Зрењанин, Савремена галерија 30х30, - Шабац, 17. изложба малог формата, - Нови Сад, 57. Годишња изложба чланова СУЛУВ |        | |
| 2007.  | - Зрењанин, Савремена галерија 30х30, - Панчево, Историјски архив, Први бијенале оригиналног цртежа Србије. | 2007.  | - Тољати, Русија, Музеј уметности Тољати, „Желимо да представимо“                                                                   |
| 2006.  | - Зрењанин, Савремена галерија Уметничке колоније Ечка - Зрењанин - Шабац, Културни центар, 12. изложба акварела - Нови Сад, Изложбени простор Војвођанске банке, XXXV Новосадски салон |        | |
| 2005.  | - Нови Сад, Изложбени простор Војвођанске банке, XXXIV Новосадски салон |        | |
| 2004.  | - Нови Сад, Изложбени простор Војвођанске банке, XXXIII Новосадски салон - Сирогојно, Музеј „Старо село“, Изложба „Повратак коренима“ |        | |
| 2003.  | - Нови Сад, Галерија Подрум, Изложба "Женски рукопис" - Нови Сад, Галерија Подрум, Изложба "Лето у подруму" - Шабац, Галерија Културног центра, IX изложба акварела - Нови Сад, Галерија Подрум, XXXII Новосадски салон - Нови Сад, Мали ликовни салон, Новогодишња изложба малог формата |        | |
| 2002.  | - Нови Сад, Музеј савремене уметности, Годишња изложба чланова СУЛУВ-а - Нови Сад, Галерија Подрум, Изложба „Лето у подруму“ - Нови Сад, Галерија Војводина, XXXI Новосадски салон - Нови Сад, Галерија Подрум, Изложба „Зима у подруму“ |        | |
| 2001.  | - Нови Сад, Галерија Војводина, Изложба "Стање апстракције" - Суботица, Галерија Ликовног сусрета, Изложба "Стање апстракције" - Сомбор, Галерија Културног центра "Лаза Костић", Изложба "Стање апстракције" - Вршац, Галерија Конкордија, Изложба "Стање апстракције" - Нови Сад, Галерија Војводина, Годишња изложба чланова СУЛУВ-а - Шабац, Галерија Дома културе "Вера Благојевић", X изложба малог формата - Нови Сад, Галерија Војводина, XXX Новосадски салон |        | |
| 2000.  | - Нови Сад, Галерија Војводина, Годишња изложба чланова СУЛУВ-а - Нови Сад, Галерија Војводина, XXIX Новосадски салон |        | |
| 1999.  | - Нови Сад, Галерија Новосадског отвореног универзитета, XXVIII Новосадски салон - Нови Сад, Галерија Новосадског отвореног универзитета, Новогодишња изложба удружења „Ликовни круг“ |        | |
| 1998.  | - Нови Сад, Галерија Новосадског отвореног универзитета, Годишња изложба чланова СУЛУВ-а - Сремска Митровица, Галерија "Лазар Возаревић", XXII Сремскомитровачки салон - Нови Сад, Галерија Новосадског отвореног универзитета, Новогодишња изложба удружења „Ликовни круг“ |        | |
| 1997.  | - Нови Сад, Галерија Печат, Изложба "Нови Сад за сва времена" - Сремски Карловци, Палата Стефанеум, Четврти карловачки салон младих - Београд, Галерија Народног универзитета, Изложба цртежа "Београд 97" - Нови Сад, Велика галерија културног центра, XXVI Новосадски салон - Нови Сад, Галерија Новосадског отвореног универзитета, Новогодишња изложба удружења „Ликовни круг“ |        | |
| 1996.  | - Нови Сад, Велика галерија културног центра, Годишња изложба удружења "Ликовни круг" - Сремски Карловци, Палата Стефанеум, Трећи карловачки салон младих - Нови Сад, Велика галерија културног центра, XXV Новосадски салон |        | |
| 1995.  | - Сремски Карловци, Палата Стефанеум, Други карловачки салон младих |        | |
| 1991.  | - Нови Сад, Галерија УЛУВ – а, Изложба кандидата предложених за чланове СУЛУВ – а |        | |
| 1987.  | - Панчево, Мала галерија, Изложба студената сликарства Академије уметности - Нови Сад, Велика галерија културног центра, Изложба студената завршне године Академије уметности - Нови Сад, Хол Пољопривредног факултета, Изложба студената Академије уметности | 1987.  | - Сарајево, Босна и Херцеговина, раднички универзитет, Изложба „Заједно“                                                            |
| 1986.  | - Кикинда, Савремена галерија, Салон младих - Нови Сад, Хол Пољопривредног факултета, Изложба студената Академије уметности |        | |